# Toni Aktuaryus
Toni Aktuaryus (geb. 9. August 1893 in Frankfurt am Main; gest. 28. März 1946 in Zürich) war ein französischer Galerist.

## Werk
Aktuaryus war ein Sohn des mindestens seit 1905 in Wiesbaden tätigen Kunsthändlers und Galeristen J. F. Aktuaryus (Kunstsalon Aktuaryus), siehe auch Wiesbadener Maler und Bildhauer.
1924 gründete er in Zürich die Galerie Aktuaryus, die vielen Künstlern während des Zweiten Weltkrieges in ihren Räumen eine Ausstellungsmöglichkeit bot. Beraten wurde Aktuaryus u. a. durch den Kunsthistoriker Gotthard Jedlicka, der z. B. auch für die seit 1932/33 erscheinende Monatsschrift "Galerie und Sammler" dieser Galerie Beiträge verfasste. Ein wichtiger Käufer war Emil Georg Bührle. Aktuaryus war Mitglied des Vereins «Omanut», der die «Förderung jüdischer Kunst» im weiteren Sinne zum Ziel hat. Er fand am 1. April 1946 seine letzte Ruhestätte auf dem Friedhof Binz.